# Ernest Dehon
Pour les articles homonymes, voir Dehon.
Ernest Dehon est un footballeur français né le 17 mars 1921 à Préseau (Nord) et mort le 16 août 2000 à Chauny (Aisne). Il évoluait comme demi dans les années 1940.
Il a débuté junior à Valenciennes en 1938 en même temps que les internationaux René Bihel et Bolek Tempowski, puis est allé à Lens.
Il a joué 15 matchs en Division 1 avec Lens.

## Carrière de joueur
- 1938-1939 : US Valenciennes-Anzin (Division 2)
- 1940-1945 : US Valenciennes-Anzin (championnat de guerre)
- 1945-1947 : US Valenciennes-Anzin (Division 2)
- 1947-1948 : US Le Mans (Division 2)
- 1948-1950 : RC Lens (Division 1)[2]